# Estandarte Real da Noruega

O estandarte real da Noruega

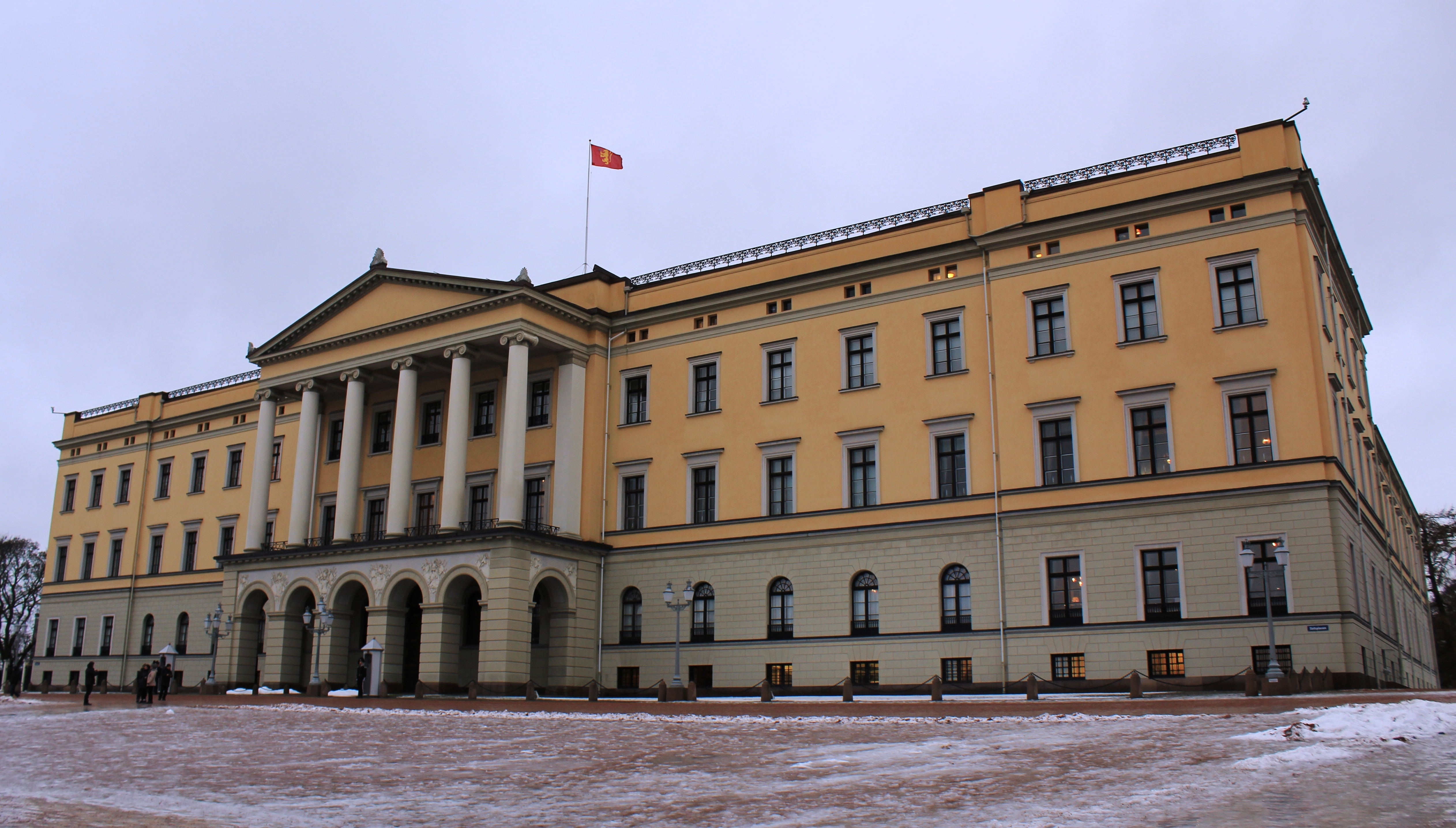
O estandarte real sobrevoando o Palácio Real de Oslo

O Estandarte Real da Noruega (em norueguês:  Kongeflagget) é usado pelo rei da Noruega. De origem histórica, foi introduzido pela decisão do Conselho de Ministros de 15 de novembro de 1905,  após o plebiscito confirmando a eleição do Príncipe Carlos da Dinamarca para o trono vago após a dissolução da união entre a Suécia e a Noruega. Sob o nome escolhido de Haakon VII, o novo rei chegou à capital, Oslo, em 25 de novembro de 1905, em um navio que pilotava o padrão real pela primeira vez. 
A bandeira do rei também é usada pela rainha. 

## Antecedentes e História

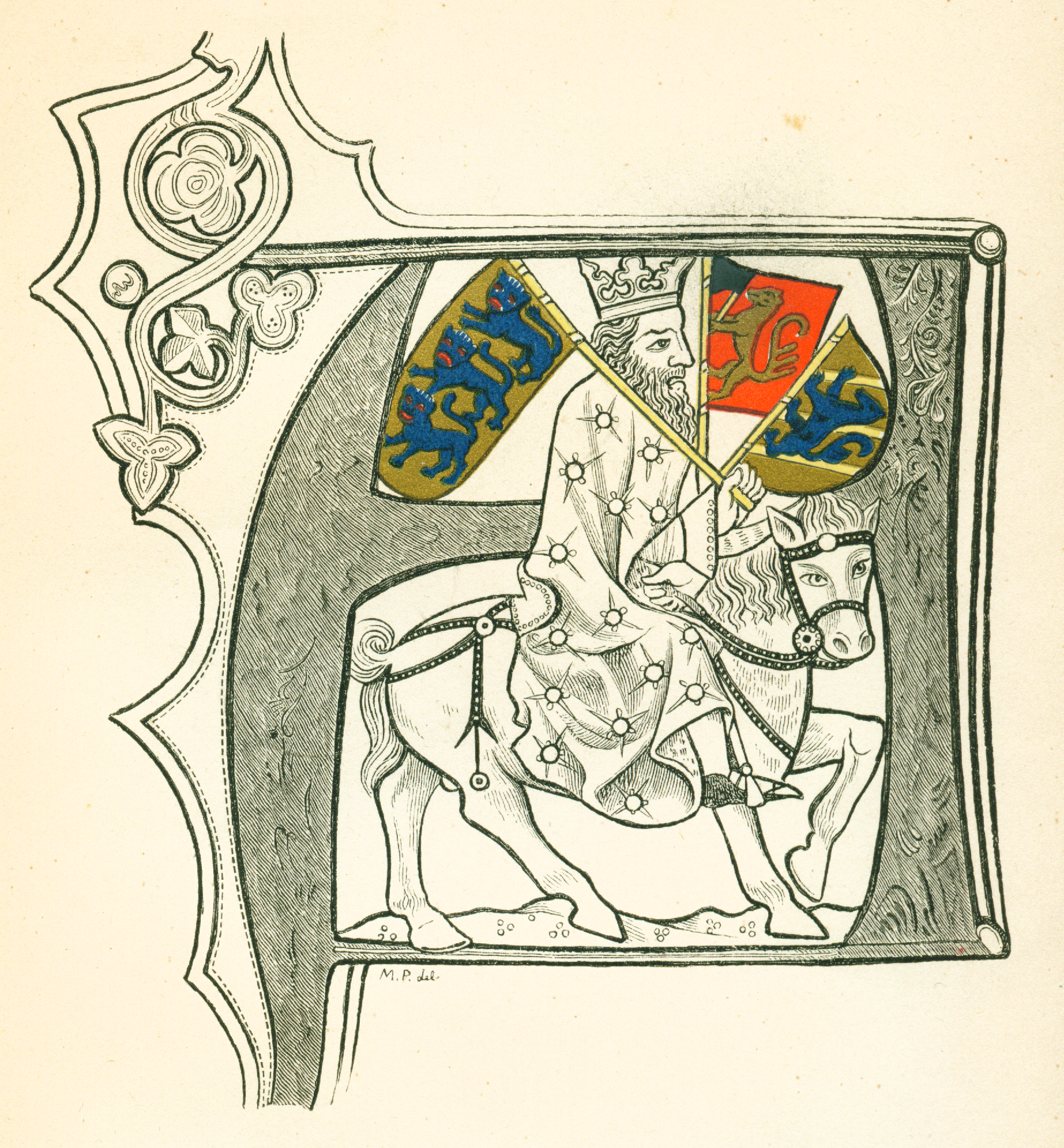
Uma representação originalmente de 1370 A.C de um rei nórdico segurando as bandeiras da Dinamarca, Noruega e Suécia.

Aparência provável da bandeira medieval da Noruega.

A bandeira foi referida como o "antigo estandarte real" da Noruega, quando foi reintroduzida em 1905. É a mais antiga bandeira conhecida da Noruega, originalmente apenas uma bandeira para o rei, como é hoje. Durante o período inicial da união com a Dinamarca, foi ocasionalmente transportada de castelos e navios de guerra até que foi gradualmente eliminada durante os séculos XVII e XVIII. Sua mais antiga representação está no selo da Duquesa Ingebjørg em 1318. Em 1748, um decreto declarou que o Dannebrog deveria ser a única bandeira legal de comerciantes para os navios dos reinos da Dinamarca-Noruega . 

### União entre a Suécia e a Noruega (1814-1905)
De 1814 a 1905, a Noruega entrou em união pessoal com a Suécia. Como resultado, as duas nações dividiriam o mesmo monarca (e uma política externa comum), mas permanecerão reinos separados com suas próprias leis e órgãos legislativos. Em 1844, novas bandeiras com características comuns refletindo a união foram introduzidas para os dois reinos. 
De 1844 até 1905, os reis da Noruega (ou seja, também o rei da Suécia) usaram um estandarte real no mesmo padrão que a Dinamarca e a Suécia . Era a bandeira de guerra da Noruega com a marca da união no cantão e a adição das armas do sindicato real no centro da cruz. Na Noruega, o crescente descontentamento com a união levaria a marca da união a ser removida do comerciante (bandeira nacional de hoje) e a bandeira do estado, mas a marca permaneceu na bandeira de guerra (bandeira naval) e na bandeira real como estavam sob jurisdição do rei. 

A bandeira introduzida em 1844 seria despedida após a dissolução da união com a Suécia em 1905 e a adoção da bandeira atual. 

Estandarte Real da Suécia e Noruega 1815-1844
Estandarte Real da Noruega 1844-1905

 A bandeira é o brasão de armas da Noruega em forma de banner e apresenta um leão dourado sobre um campo vermelho. Com a dissolução da União em 1905 e a eleição de um novo rei, o brasão do Leão Norueguês foi posteriormente adotado para uso pelo rei, assim como a antiga bandeira real. 
Graficamente, esse primeiro estandarte real foi carregado com um leão projetado pelo perito dinamarquês sobre a heráldica Anders Thiset, obedecendo ao brasão decidido pelo Gabinete. Ela diferia da versão definitiva do padrão real, que foi carregado com o leão projetado pelo pintor Eilif Peterssen  O leão projetado por Peterssen foi mudado no brasão de armas para uso governamental em 1937 para se adequar a um estilo medieval, mas o rei manteve o design de Petersburgo de 1905 para as armas reais e padrão. 

Estandarte do príncipe herdeiro

A bandeira do príncipe herdeiro (Kronprinsflagget) é semelhante ao estandarte real, exceto que o campo é engolido. Foi introduzido pela resolução real de 26 de setembro de 1924  A bandeira do príncipe herdeiro também pode ser usada pela princesa herdeira. 

Não há bandeiras para o resto da família real. 

A flâmula real